# Adrian Szabo
Adrian Szabo (* 17. Juni 1960) ist ein rumänischer Fußballtrainer beim FC Brașov. Bevor er die Hauptmannschaft übernahm, war er Cheftrainer des Jugendvereins und hat dort die Jugendgruppen betreut.

## Karriere

### Spielerkarriere
Szabo begann mit dem Fußballspielen im Alter von zehn Jahren in der Jugend von Steagul Roșu Brașov. Im Jahr 1978 stieg er in den Kader der ersten Mannschaft auf, die seinerzeit in der Divizia B spielte. Am Ende der Saison 1979/80 stieg er mit seinem Klub in die Divizia A auf. Er verließ den Verein jedoch zum Lokalrivalen ICIM Brașov in die Divizia C. Mit ICIM stieg er 1981 in die Divizia B auf, musste mit seiner Mannschaft aber ein Jahr später wieder absteigen. Im Jahr 1985 folgte ein erneuter Aufstieg. Ein Jahr später verließ er den Verein zu Precizia Săcele. Dort spielte er zwei Jahre in der Divizia C, ehe er seine Laufbahn im Jahr 1988 beendete.

### Trainerkarriere
Nach dem Ende seiner aktiven Laufbahn arbeitete Szabo als Fußballtrainer. Zunächst war er für seine früheren Klubs Precizia Săcele und ICIM Brașov tätig, ehe er im Jahr 1995 für zwei Jahre in den Iran ging. Im Jahr 1998 kehrte er nach Rumänien zurück und ist seitdem in verschiedenen Funktionen beim FC Brașov tätig.